# Acumontia draconensis
Acumontia draconensis is een hooiwagen uit de familie Triaenonychidae. De wetenschappelijke naam van Acumontia draconensis gaat  terug op Lawrence.